# إنريكي كال باردو
إنريكي كال باردو (بالإسبانية: Enrique Cal Pardo)‏ هو قسيس إسباني، ولد في 8 نوفمبر 1922 في Galdo, Viveiro ‏ في إسبانيا، وتوفي في 28 أبريل 2016 في Burela ‏ في إسبانيا.